# Ų
Ų, ų — літера розширеної латинської абетки, що використовується в литовській, шведській (ельвдаленський діалект) та кількох інших. Складається з літери u та огонека (хвостика).

## Литовська
У литовській мові літера ų є двадцять восьмою за алфавітом. Ніколи не ставиться на початку слова. Призначена позначати назалізірованний звук там, де раніше історично був дифтонг un: наприклад, лит. siųsti – siunsti.